# Septembre 1988

## Évènements
- 11 septembre (Formule 1) : Grand Prix automobile d'Italie.

- 12 - 14 septembre : l'ouragan Gilbert dévaste la Jamaïque et la péninsule du Yucatán.

- 14 septembre : devant le Parlement européen, Yasser Arafat renonce au terrorisme et accepte la légalité internationale.

- 17 septembre : ouverture des Jeux olympiques d'été à Séoul.

- 18 septembre (Birmanie) : Le général Saw Maung, chef d'état-major sous Ne Win, sort vainqueur de la lutte sanglante pour le pouvoir (massacre des manifestants) et instaure un gouvernement militaire : le Conseil de restauration de la loi et de l'ordre de l'État (SLORC).

- 19 septembre : Israël lance son premier satellite.

- 20 septembre : dans le discours de Bruges, Margaret Thatcher s'oppose à la perspective d'un État européen, un véritable « cauchemar », une forme de « centralisme bureaucratique ».

- 22 septembre : le président libanais Amine Gemayel fait ses adieux au terme de son mandat, sans qu'un successeur ait été désigné.

- 25 septembre (Formule 1) : Grand Prix automobile du Portugal.

- 29 septembre : manifestations d'infirmières à Paris.

## Naissances
- 1er septembre : Dizzy Diddy, artiste et entrepreneur franco-angolais.
- 2 septembre : Javi Martínez, footballeur espagnol (Athletic Bilbao).
- 3 septembre : Jérôme Boateng, footballeur allemand (Bayern Munich).
- 4 septembre : Alexandre Chadrine, footballeur ouzbek († 21 juin 2014).
- 5 septembre :  Emmy Raver-Lampman, actrice américaine.
- 6 septembre : Maud Baecker, actrice française.
- 7 septembre : Kevin Love, basketteur américain.
- 8 septembre :
  - E. J. Bonilla, acteur américain.
  - Gustav Klaus Wolfgang Schäfer, batteur allemand.
- 14 septembre :
  - Dario Chistolini,  joueur de rugby à XV sud-africain.
  - Anatoli Cîrîcu, haltérophile moldave.
  - Martin Fourcade, biathlète français.
  - Sawako Hata, chanteuse, idole japonaise ex-membre du groupe de J-pop SKE48.
  - Maicon Pereira Roque, footballeur brésilien.
  - Zhou Zhuoru, gymnaste chinoise.
- 15 septembre : Chelsea Staub, actrice américaine.
- 16 septembre :
  - Zeineb Amdouni, taekwondoïste tunisienne.
  - Maret Balkestein, joueuse de volley-ball néerlandaise.
  - Alexandra Bourchenkova, coureuse cycliste russe.
  - Daniel Clark, basketteur anglais.
  - Darlan Cunha, acteur brésilien.
  - Bob de Voogd, joueur néerlandais de hockey sur gazon.
  - Shara Proctor, athlète britannique.
  - Sliimy, chanteur français.
- 17 septembre : Ritu Arya, actrice britannique.
- 18 septembre : Paul Plexi, auteur-compositeur-interprète suisse-francophone.
- 20 septembre : Dounia Coesens, actrice française.
- 23 septembre : 
  - Juan Martín del Potro, joueur de tennis argentin.
  - Mathieu Sommet, comédien et vidéaste français connu pour avoir créé l'émission humoristique Salut les geeks (SLG) sur YouTube.
- 25 septembre :
  - Nemanja Gordić, basketteur bosnien.
  - Elsa Esnoult, chanteuse et actrice française.
- 29 septembre :
  - Kevin Durant, basketteur américain.
  - Justin Nozuka, chanteur canadien.
  - Clémence Saint-Preux, chanteuse française.
  - Armonie Sanders, actrice française.

## Décès
- 20 septembre : Sam Woodyard, batteur de jazz américain (° 7 janvier 1925).
- 24 septembre : Albert Muis, peintre néerlandais (° 22 octobre 1914).
- 25 septembre : Arthur Vööbus, théologien et historien estonien (° 28 avril 1909).